# Karl Fridlundh
Karl Erik Gustaf Fridlundh, född 5 december 1925 i Malmö, död 11 september 1993 i Åhus, var en svensk militär och handbollsspelare.  
Fridlundh började spela handboll 1941 i IFK Kristianstads juniorlag, tog SM-guld utomhus 1944 samt SM-guld inomhus både 1952 och 1953.
I sin karriär spelade han även nio landskamper med Sveriges landslag 1950–1952 varav åtta var utomhus. Landslagsdebut i Wien 1950 mot Österrike utomhus. Svensk förlust 4–8. Fridlundh var med i det svenska utomhushandbollslandslaget när de tog silver vid VM 1952 i Schweiz.
Fridlundh mottog även ett hedersmärke av IFK:s Centralorganisation. Fridlundh är gravsatt i minneslunden i Transval i Åhus.

## Privatliv
Fridlund var kapten i armén. Han var bror med Einar Fridlundh, som var spelande tränare i IFK Skövde, och Knut Fridlundh. Hans syskonbarnbarn är den tidigare tennisspelaren Mikael Tillström.

## Utmärkelser
- Riddare av Svärdsorden, 6 juni 1970.[9]